# ماهوارک
ماهوارک (به‌انگلیسی: minisatellite یا VNTR) در زیست‌شناسی و ژنتیک به بخشی از دی‌ان‌ای می‌گویند که دربردارندهٔ دستهٔ کوتاهی از جفت‌بازها به درازای ۱۰ تا ۶۰ جفت‌باز می‌باشد. ماهوارک‌ها در انسان در بیش از ۱۰۰۰ جای ژنوم آن دیده شده‌اند.